# Sina Queyras
Sina Queyras escritora canadiense nacida en 1963. Su tercer poemario Lemon Hound, recibió el Pat Lowther Award y el Lambda Literary Award.
Ha editado en publicaciones como Open Field: 30 Contemporary Canadian Poets (Persea Books) o Drunken Boat y enseña literatura creativa en la Universidad Concordia de Montreal.

## Obra

### Poesía
- Someone from the Hollow (1995)
- Slip (2001)
- Teethmarks (2004)
- Lemon Hound (2006)
- Expressway (2009)
- Unleashed (2010)

### Antologías
- Open Field: 30 Contemporary Canadian Poets (2005)

### Novelas
- Autobiography of Childhood, Coach House, 2011